# FFS (группа)
FFS (аббревиатура от Franz Ferdinand и Sparks) — супергруппа, образованная из участников шотландской инди-рок-группы Franz Ferdinand и американской поп-рок-группы Sparks. Одноименный дебютный альбом был записан в 2014 году и вышел в 2015 году.

## История

### Предыстория (2004)
Franz Ferdinand и Sparks начали совместную работу в 2004 году, вскоре после выхода одноименного дебютного альбома Franz Ferdinand. В то время музыканты записали несколько демозаписей, в том числе трек «Piss Off», позже вошедший в дебютный альбом супергруппы, но не смогли найти время на запись полноценного альбома.

### Формирование иFFS(2014-2015)
В 2013 году Franz Ferdinand и Sparks выступали на фестивале музыки и искусств в долине Коачелла. Во время поиска дантиста в Сан-Франциско Алекс Капранос, вокалист Franz Ferdinand, наткнулся на братьев Рона и Рассела Мэйла из Sparks. Братья предложили шотландской группе посетить их выступление на фестивале, и после группы согласились написать совместный альбом. 9 марта 2015 года было объявлено о формировании супергруппы под названием FFS .
1 апреля того же года группа объявила о выпуске дебютного альбома FFS. Альбом вышел 8 июня в Великобритании и 9 июня в США и был записан в Лондоне в 2014 году за 15 дней. FFS был спродюсирован Джоном Конглтоном, награжденным Грэмми за работу над альбомом St. Vincent. FFS получил положительные отзывы критиков.

### Распад (2016)
Позже выхода одноимённого альбома группы занялись собственными проектами. Sparks в 2017 году выпустили альбом Hippopotamus, а в 2018 году Franz Ferdinand выпустили альбом Always Ascending.
Алекс Капранос заявил у себя в твиттере, что шансов на то, что группы вновь объединятся, нет.

## Дискография

### Альбомы
| Год  | Альбом | Высшая позиция | Высшая позиция | Высшая позиция | Высшая позиция | Высшая позиция | Высшая позиция | Высшая позиция | Высшая позиция | Высшая позиция | Высшая позиция | Высшая позиция | Высшая позиция |
| Год  | Альбом | UK             | AUS            | BEL (VL)       | BEL (WA)       | AUT            | FRA            | GER            | ITA            | NLD            | ESP            | SWI            | US Ind.        |
| ---- | --- | -------------- | -------------- | -------------- | -------------- | -------------- | -------------- | -------------- | -------------- | -------------- | -------------- | -------------- | -------------- |
| 2015 | FFS Детали - Выход: 8 июня (Великобритания), 9 июня (США) - Лейбл: Domino Recording Company - Форматы: CD, LP, цифровая дистрибуция | 17             | 85             | 47             | 45             | 36             | 27             | 22             | 60             | 13             | 53             | 19             | 18             |

### Синглы
| 2015                                     | «Johnny Delusional» | 90 | FFS |
| 2015                                     | «Call Girl»         | —  | FFS |
| 2015                                     | «Police Encounters» | —  | FFS |
| «—» означает, что сингл не попал в чарт. |                     |    |     |